# 三田敏哉
三田 敏哉（みた としや、1933年〈昭和8年〉7月6日 - 2023年〈令和5年〉5月10日）は、日本の政治家。自由民主党所属の元東京都議会議員（7期）。元国立市議会議員（2期）。
東京都議会議長（第38代）、東京都議会自民党幹事長、東京都議会自民党会長、東京都議会自民党顧問などを歴任。

## 経歴
東京都国立市出身。国立市議会議員を2期務めた後、1981年の東京都議会議員選挙に出馬し当選。以降、2009年まで7期を務める。その間に東京都議会自民党幹事長・東京都議会自民党会長などを歴任。2001年より東京都議会議長に就任。
政界引退後は、2015年まで自民党三多摩支部連合会会長を務めた。2010年には旭日中綬章を受章。
また、これまでに環境NGO『オイスカ』都議会議員連合会長、東京都男女共同参画議員連盟会長、都議会日韓議員連盟会長、全国都道府県議会議長会会長代行、日本環境技術推進機構理事長、日本スリランカ国際友好協会、東京都日本拳法連盟会長などを歴任。
2023年5月10日に死去。89歳没。没日付で日本政府より正五位に追叙された。

## 親族
- 父：三田 章作（みた しょうさく）[5]

元国立市議会議員。

## 著書
- 『躍動する多摩の21世紀―改革・躍進・調和』（1993年1月30日、東洋堂企画出版社）

## 栄典
- 2010年 - 旭日中綬章
- 2023年 - 正五位